# Лобетаны
Лобетаны (лат. Lobetani, др.-греч. Λωβητανοί) — небольшое племя кельтского или иберского происхождения в Тарраконской Испании. Жили на востоке Пиренейского полуострова, в гористой местности, на территории современной испанской провинции Теруэль (комарка Сьерра-де-Альбаррасин) и на востоке провинции Гвадалахара.
Упоминаются у Птолемея. Их главным городом был Лобетум (Lobetum).
Во время Второй Пунической войны были союзниками Рима. Сохраняли свою независимость вплоть до начала I века до н. э., после чего были поглощены эдетанами.